# Don't Worry (chanson de Chingy)
Pour les articles homonymes, voir Don't Worry.
Don't Worry est une chanson interprétée en duo par Chingy et Janet Jackson. C'est le deuxième single extrait de l'album Powerballin'. La face-B est Make That Ass Talk ("Ass" étant stylisé "A$$"). La chanson utilise un sample de Just Me and You, une chanson de Tony! Toni! Toné![réf. nécessaire].

## Versions officielles
- Album version (4:27) (Chingy, The Trak Starz, Raphael Saadiq, Erika Nuri[1])
- Instrumental (4:25)

## Classements
| Chart (2005)                               | Meilleure position |
| ------------------------------------------ | ------------------ |
| États-Unis Billboard Hot R&B/Hip-Hop Songs | 60                 |